# Louis Ide
Pour les articles homonymes, voir Ide.
Louis Ide, né le 3 juillet 1973 à Roulers est un homme politique belge flamand, membre de la Nieuw-Vlaamse Alliantie (N-VA).

## Biographie

### Carrière professionnelle
Il est docteur en médecine, chirurgie et accouchements (KUL) ; spécialisé en médecine tropicale et en mycologie médicale ; spécialisé en biologie clinique ; spécialisé en hygiène hospitalière.
Il est biologiste clinique - hygiéniste hospitalier et depuis 2007, président du comité ziekenhuishygiëne et du antibioticabeleidscomité à Jan Palfijn à Gand.

### Engagement politique
Louis Ide est membre depuis 2004 du comité directeur de la N-VA et vice-président du parti entre 2004 et 2007.
Il est sénateur élu directement par le collège électoral néerlandais du 10 juin 2007 au 25 mai 2014.
Il devient député européen le 25 mai 2014. Le 13 décembre 2014, il est élu secrétaire national du parti. En conséquence, il démissionne de son poste de député européen le 18 décembre et est remplacé par Anneleen Van Bossuyt.
Il est conseiller municipal de Zwalin depuis 2013.